# Ламр, Алеш
Алеш Ламр (чеш. Aleš Lamr, 12 июня 1943 года — 16 февраля 2024 года) — чешский художник-живописец, гравер, автор фресок и керамических рельефов, скульптор и керамист.

## Биография
Старший ребёнок в семье печников и керамистов, проживавших в Литовеле на протяжении нескольких поколений. Имел младших сестёр, они также стали художниками, Еву Бергео Ламрову (род. 1946) и Бланку Алеш (род. 1949). Керамическая мастерская, с которой сотрудничали многие известные моравские художники, работает и по сей день. В 1974 году на семейной выставке керамики, проходившей в Усти-над-Орлици, выставлялись десять членов семьи Ламр.
Начальное образование Алеш получил в Литовеле (1948—1957), дальнейшее творчество развивалось под влиянием художника и педагога Карела Хомола, ученика Макса Швабинского. В 1957 году Алеш Ламр, как сын ремесленника, был направлен учиться в Остравско-Карвинское горно-техническое училище. В Остраве он посещал начальную художественную школу, которой руководили художники Зденек Кучера (1935—2016) и Ярослав Русек (1932—2016).
С 1960 по 1964 год проходил обучение в Средней школе искусств и ремёсел на отделении пространственного дизайна в Брно у профессора архитектуры Йозефа Шалка. Там он приобрёл опыт в области сценографии и освоил художественные техники: от живописи и гравюры до работы с деревом, стеклом, металлом, пластиком и бумагой. Безуспешно пытался поступить в скульптурную студию Академии изящных искусств в Праге. В 1964—1966 годах отслужил срочную военную службу, где сначала в армейском художественном ансамбле «Вит Неедлы» в качестве артиста пантомимы, затем был назначен художником в передвижную типографию. В разгар «новой волны» чешского кино (1966—1968) он работал ассистентом режиссёра на Чехословацкой государственной киностудии «Баррандов» у режиссеров Иво Новака, Ладислава Хельге, Йозефа Маха и других. В то время он делил студию на улице Штепанской с фотографом Хеленой Поспишиловой-Вильсоновой и принадлежал к кругу художников Кржижовницкой школы.
В 1968 году стал кандидатом в члены Союза чешских художников и смог зарабатывать как свободный художник (полноправным членом его приняли только в 1989 году). Первая самостоятельная выставка прошла в 1968 году в частной Малой галерее в Жижкове (закрыта с 1970 года). В 1970 году выставлялся в Молодежной галерее в Манесе. В 1969 году он впервые отправился в Стокгольм к вышедшей замуж сестра и посетил местные галереи. Впечатлился монументальными скульптурами Пабло Пикассо в стокгольмском Музее современного искусства. Сам выставлял свои работы на важной национальной выставке современной живописи «Живопись 69» в Брно. В 1969—1970 годах он получил стипендию от Союза чешских художников и создал несколько киноплакатов.
В 1971 году Ламр переехал в исторический район Праги — Мала-Страна. Женился на художнице по текстилю Бланке Гребенёвой. Их сын Ржегорж (род. 1973) стал предпринимателем, его сыновья Гануш (род. 1976) и Ян (род. 1983) — художниками. В 1978 году Ламр приобрёл студию и начал работать над литографией в литографической мастерской Яна Тумы, затем сотрудничал с литографами М. Ржехаком, Й. Липой и Й. Кейклиржем.
В 1975 году Ламр отправился во Францию, а в 1979 году, в связи со своей первой зарубежной выставкой, в Соединенные Штаты, где встретился с Медой Младковой и посетил галереи в Нью-Йорке и Вашингтоне. В 1980-х годах он посетил Францию, Нидерланды и Германию. В 1980-е годы принимал участие в различных неофициальных проектах (Malostranské dvorky, Krabičky — Jazz Section, частная галерея Kruh в Костелце-над-Черными лесами). Начиная с 1982 года он сотрудничал в качестве дизайнера с театром «Husa na provázku» в Брно (театральные мероприятия «Mr. Třesky» и «Mr. Plesky», 1987, совместно с Ярославом Коржаном, 20 лет театру «Husa na provázku»).
В период падения коммунистического режима в ноябре 1989 года он создал два плаката («Новая жизнь», «Случившееся на Нэшнл-стрит»). В начале 1990-х годов по просьбе Вацлава Гавела он создал несколько фресок в президентском кабинете, а в 1995 году — на его частной вилле. Ламр сотрудничал с рядом архитекторов (Э. Завадил, М. Райниш, Б. Дударж, Й. Лабус) и создал десятки работ в области настенной живописи и керамики (совместно с М. Нойбертом). В 1992 году он выставлялся на Всемирной выставке в Севилье (выставка «Неопалимая Купина», первоначально в монастыре Эммаус), а в 1993 году совместно с архитектором П. Фуксом принял участие в художественном оформлении павильона для Экспо-93 в Тэджоне, Южная Корея.
Алеш Ламр умер 16 февраля 2024 года в возрасте 80 лет